# باربيرينو دي موجيلو
باربيرينو دي موجيلو، (بالإنجليزية: Barberino di Mugello)‏، هي (بلدية) في مدينة فلورنسا متروبوليتان، في المنطقة الإيطالية توسكانا، وتقع على بعد حوالي 25 كيلومترا (16 ميل) شمال فلورنسا. يحد باربيرينو دي موجيلو البلديات التالية: كالينزانو، كانتاجالو، كاستليوني دي بيبولي، فيرينزولا، سان بييرو أ غربال، سكاربيرا فايانو، فيرنيو.

## السكان
في سنة 1861 بلغ عدد السكان 9٬596 نسمة، وتطور العدد ليصل في سنة 2011 لـ 10٬461 نسمة.
يظهر هذا المخطط البياني تطور النمو السكاني لـ باربيرينو دي موجيلو

## توأمة
لباربيرينو دي موجيلو اتفاقيات توأمة مع:
- توريلودونيس

## أعلام
- غاستوني نينسيني